# رد اوکس میل (نیویورک)
رد اوکس میل (به انگلیسی: Red Oaks Mill) یک منطقهٔ مسکونی در ایالات متحده آمریکا است که در شهرستان داچس، نیویورک واقع شده‌است. رد اوکس میل ۵٫۹۷ کیلومتر مربع مساحت و ۳٬۶۱۳ نفر جمعیت دارد و ۵۱ متر بالاتر از سطح دریا واقع شده‌است.